# Wojska obrony przeciwlotniczej Sił Powietrznych
Wojska obrony przeciwlotniczej Sił Powietrznych (WOPL SP) – rodzaj wojsk wchodzący w skład Sił Powietrznych.
Wojska obrony przeciwlotniczej Sił Powietrznych stanowią jeden z elementów systemu obrony powietrznej Rzeczypospolitej Polskiej. W czasie kryzysu i wojny realizować mają zadania w ramach Narodowego Systemu Obrony Powietrznej, stanowiącego część Zintegrowanego Systemu Obrony Powietrznej NATO (NATINADS).

## Historia
W latach 90. XX wieku Siły Zbrojne RP poddane zostały głębokiej restrukturyzacji (redukcji). Wojska Obrony Powietrznej Kraju wraz z Wojskami Lotniczymi weszły w skład nowego rodzaju sił zbrojnych – Wojsk Lotniczych i Obrony Powietrznej. W tym czasie rozformowane zostały cztery brygady rakietowe obrony powietrznej. Były to 4., 26., 61. oraz 1 BROP. Rozformowano także dwa samodzielne pułki: 78 Mrzeżyński pułk rakietowy OP i 79 pułk rakietowy OP. 
W 2011 zmieniona została cała struktura WOPL SP.  W tym okresie rozwiązano też, powstały w wyniku przeformowania 61 BROP, 61 Skwierzyński pułk rakietowy OP. Aktualnie (2018) całość WOPL SP stanowią siły 3 Warszawskiej Brygady Rakietowej OP z sześcioma dywizjonami rakietowymi oraz dywizjonem zabezpieczenia. 
Rozwój Wojsk Obrony Przeciwlotniczej SP związany jest przede wszystkim z pozyskaniem i wdrożeniem nowego uzbrojenia. Za priorytet uznawana jest zdolność do zwalczania rakiet balistycznych krótkiego i średniego zasięgu, a także rakiety manewrujące, samoloty o obniżonym poziomie wykrywalności i środki bezpilotowe. W 2017 roku podpisano list intencyjny ze Stanami Zjednoczonymi na zakup ośmiu baterii zestawu średniego zasięgu. W ramach porozumienia Polska ma zakupić osiem baterii systemu Patriot, za sumę około 30 mld złotych. Częścią tego programu może być także produkcja w kraju rakiet SkyCeptor – wersji rakiety Stunner stosowanej w izraelskim systemie David’s Sling Stunner.

## Zadania
Wojska OPL SP realizują zadania osłony obiektów oraz wojsk operacyjnych, zwalczając środki napadu powietrznego. Granice poziome i pionowe stref ustala COP-DKL. Prowadzenie działań bojowych przez WOPL może być realizowane w sposób scentralizowany, zdecentralizowany i autonomiczny. 

Metoda scentralizowana polega na użyciu środków walki według planu organu dowodzenia dysponującego uprawnieniami do kierowania taktycznego. Jest możliwe przy posiadaniu zidentyfikowanego obrazu sytuacji powietrznej, dokumentów rozkazodawczych, komend i meldunków przez wszystkie środki ogniowe. 

Metoda zdecentralizowana polega na delegowaniu uprawnień do dowodzenia na stanowisko dowodzenia zgrupowania Wojsk OPL SP. Metodę tę stosuje się przy dużej intensywności działań środków napadu powietrznego lub utraty łączności z nadrzędnym szczeblem dowodzenia. 

Metoda autonomiczna ma zastosowanie, gdy brak jest łączności z nadrzędnym stanowiskiem dowodzenia. W tej metodzie wszelkie decyzje podejmuje dowódca pododdziału WOPL SP. Odpieranie uderzeń środków napadu powietrznego może być prowadzone poprzez ześrodkowanie ognia dr OP do niszczenia najważniejszych celów powietrznych, do niszczenia kilku celów na całej głębokości strefy rażenia albo jako samodzielne prowadzenie ognia przez dywizjony rakietowe. 
W zależności od rodzaju wykonywanego zadania, WOPL SP przyjmują ugrupowanie bojowe odpowiednio do zadań i środków przydzielonych przez uprawnione organa dowodzenia. Ugrupowanie obiektowe jest przyjmowane w celu bezpośredniej obrony przed uderzeniami z powietrza szczególnie ważnych obiektów, w tym baz lotniczych. Z kolei ugrupowanie strefowe jest tworzone w celu bezpośredniej obrony przed uderzeniami z powietrza strefy, w której znajdują się grupy ważnych obiektów lub zgrupowania wojsk operacyjnych.

## Lista współczesnych jednostek OPL SP
| Logo | Nazwa jednostki                   | Miejsce    |
| ---- | --------------------------------- | ---------- |
|      | 3 Warszawska Brygada Rakietowa OP | Bielice    |
|      | 32 dywizjon rakietowy OP          | Olszewica  |
|      | 33 dywizjon rakietowy OP          | Gdynia     |
|      | 34 dywizjon rakietowy OP          | Bytom      |
|      | 35 dywizjon rakietowy OP          | Skwierzyna |
|      | 36 dywizjon rakietowy OP          | Mrzeżyno   |
|      | 37 dywizjon rakietowy OP          | Bielice    |